# اصل جمع
اصل جمع در ترکیبیات یکی از اصول اساسی شمارشی است. در ترکیبیات اصل جمع بدین معناست که مجموعه {\displaystyle A} اجتماع مجموعه دو به دو مجزای {\displaystyle S_{1},S_{2},...,S_{n}} باشد در این صورت:{\displaystyle |A|=|S_{1}|+|S_{2}|+...+|S_{n}|}

به عبارتی اگر کار A به m راه مختلف که نتوان هم زمان انجام داد انجام شود کار A به m1+m2+m3+...+mn روش انجام می شود

## نمونه پرسش
در شکل زیر به چند طریق می توان از {\displaystyle A} به {\displaystyle D} رفت؟
پاسخ:

ترکیبیات راه ها در اصل جمع و ضرب

ما به دو طریق می توانیم از {\displaystyle A} به {\displaystyle D} برویم راه اول حاصل ضرب ۳ در ۳ است که می شود ۹ و راه دو حاصل ضرب ۲ در ۴ است که می شود ۸ پس در نتیجه ۹+۸ راه داریم یعنی ۱۷ راه داریم پس به ۱۷ طریق می توان از A به D رفت.

## نمونه ای دیگر
در یک فرودگاه برنامه پروازها به سمت مشهد به صورت زیر است:
از ۸ صبح تا ۱۲، سه پرواز، از ۱۳تا۱۷، چهار پرواز، از ۱۸ تا ۲۳، چهار پرواز، و از ۲۴ تا ۶ صبح سه پرواز؛ اگر بخواهیم به سمت مشهد سفر کنیم؛ چند انتخاب پیش رو داریم؟
به سمت مشهد "یا" باید در بازه زمانی ۸ تا ۱۲ حرکت کنیم که در این صورت ۳ انتخاب داریم "یا" در بازه زمانی ۱۳ تا ۱۷ با ۴ انتخاب، "یا" در بازه زمانی ۱۸ تا ۲۳ با ۴ انتخاب و "یا" در بازه زمانی ۲۴ تا ۶ صبح که در این صورت ۳ انتخاب پیش روی ما خواهد بود. هم چنین نمیتوان هیچکدام از حالت ها را به طور همزمان انجام داد. تمامی شواهد حاکی از آن است که پای (اصل جمع ترکیبیات) در میان است. پیش از این مثال؛ اصل جمع را برای دو حالت مطرح کردیم. می توان اصل جمع را برای تعداد حالت های بیشتری هم تعمیم داد. بنابراین در این مثال داریم:
۱۴=۳+۴+۴+۳<<
پس چهارده انتخاب وجود دارد.
در حل مسائلی که به وفور از کلمه "یا" استفاده شده است اصل جمع را در نظر داشته باشید.اصل ضرب نیز با حرف "و" مشخص می گردد.